# Тоненьков Євген Валерійович
Євге́н Валéрійович Тоненьков (24 квітня 1990, Маріуполь — 25 грудня 2018, Сєвєродонецьк) — солдат Збройних сил України, учасник російсько-української війни.

## Життєпис
Народився 1990 року в місті Маріуполь (Донецька область). Походив з родини військових; рано втратив матір. Школу закінчив у хуторі Садовий Мінераловодського району Ставропольського краю, де жив у бабусі. В 2005—2008 роках навчався у Маріупольському будівельному коледжі; цього часу помер батько. Працював у конвертерному цеху металургійного комбінату «Азовсталь», на різних підробітках — зварником та інше.
З серпня 2014 року перебував у складі БСП «Донбас», зокрема в Лисичанську. Потрапити на місце збору до Курахового на той час можна було лише через окупований Донецьк; полюбляв комп'ютерні ігри, з гри «Сталкер» узяв собі позивний. З 16 лютого 2015 по 15 квітня 2016 року служив у батальйоні за мобілізацією, стрілець 6-го відділення 2-го взводу 4-ї роти. Пройшов бої за Широкине. З вересня 2016-го служив за контрактом у 3-й роті 16-го батальйону «Полтава» — разом з побратимами, які перейшли в ЗСУ із «Донбасу». З липня 2017 по березень 2018 року ніс службу на передовій. 4 вересня 2018-го підписав контракт з 10-ю бригадою; солдат, навідник 1-го відділення 3-го взводу 1-ї роти 109-го батальйону. Під час війни у грудні 2015 року одружився, дружина — медик «Донбасу» та 10-ї бригади, разом пройшли бої за Дебальцеве, мешкали на її батьківщині, у Роздолі.
Помер вдень 25 грудня 2018 року в лікарні Сєвєродонецька від кульового поранення у голову, якого зазнав 24 грудня під вечір в часі бойових дій поблизу села Кримське.
28 грудня 2018-го похований в смт Розділ.
Без Євгена лишилися брат Дмитро, дружина Мар'яна та син 2016 р.н.

## Нагороди та вшанування
- Указом Президента України № 149/2019 від 18 квітня 2019 року «за особисту мужність і самовіддані дії, виявлені у захисті державного суверенітету та територіальної цілісності України, зразкового виконання військового обов'язку» — нагороджений орденом «За мужність» III ступеня (посмертно)[3].
- Вшановується в меморіальному комплексі «Зала пам'яті», в щоденному ранковому церемоніалі 25 грудня[4][5].